# 中點
中點是線段上與兩端點距離相等的一點。

中點座標

在直角座標系中，若兩端點的座標分別為{\displaystyle (x_{1},y_{1})}、{\displaystyle (x_{2},y_{2})}，則中點的座標為：
{\displaystyle \left({\frac {x_{1}+x_{2}}{2}},{\frac {y_{1}+y_{2}}{2}}\right)}
在n度空間中，若兩點的座標分別為{\displaystyle (x_{1_{1}},x_{2_{1}},...,x_{n_{1}})}、{\displaystyle (x_{1_{2}},x_{2_{2}},...,x_{n_{2}})}，則中點的座標為 ：
{\displaystyle \left({\frac {x_{1_{1}}+x_{1_{2}}}{2}},{\frac {x_{2_{1}}+x_{2_{2}}}{2}},{\frac {x_{3_{1}}+x_{3_{2}}}{2}},\dots ,{\frac {x_{n_{1}}+x_{n_{2}}}{2}}\right)}

## 中点尺规作圖
利用直尺和圆规，可以画出一个线段的中点。步骤如下：

中點作圖

1. 以线段的一个端點為圓心、線段的長為半徑畫圓。
2. 以另一端點為圓心、線段的長為半徑畫圓。
3. 將兩圓的兩个交點連線，这条直线與原来線段的交點即為线段的中點。

事实上只需要两个圆的半径相等，并且都大于线段长度的一半就可以了。  